# Adamsons Peak
Der Adamson's Peak ist ein Berg im Süden des australischen Bundesstaates Tasmanien.
Er liegt in den Hartz Mountains am Ostrand des Southwest-Nationalparks und steht in der Reihe der höchsten Berge Tasmaniens an 27. Stelle.
Der Berg ist eine bekannte Sehenswürdigkeit im Nationalpark und beliebt bei Wanderern und Bergsteigern.